# Neoromicia tenuipinnis
Neoromicia tenuipinnis es una especie de murciélago de la familia Vespertilionidae.

## Distribución geográfica
Se encuentra en África occidental, central y Oriental.